# Товариство допомоги населенню півдня Росії, що постраждало від воєнних дій
Товариство допомоги населенню півдня Росії, що постраждало від воєнних дій (Общество помощи населению Юга России, пострадавшему от военных действий; відоме також під скороченою назвою «Юг») — одна з небагатьох легальних українських організацій часів Першої світової війни.
Восени 1914 до Києва прибула перша група депортованих галичан (див. Галицьке генерал-губернаторство), в основному священики греко-католицького обряду та інтелігенція, яких висилали до Сибіру та Середньої Азії. Українська громадськість почала опікуватися ними, навколо справ допомоги склався гурток активісток — Л.Старицька-Черняхівська, Л.Шульгина, Л.Яновська, М.Іщунівна, З.Мірна та ін. Протягом весни—літа 1915 збільшувався потік біженців і виселенців, зростали масштаби допомоги та коло задіяних у ній українських діячів. Постала нагальна потреба легалізувати їхню діяльність, створити український комітет допомоги постраждалим.
Поразки 1915 змусили царський уряд переглянути своє ставлення до громадських організацій, у тому числі й українських. Він погодився на надання допомоги армії такими організаціями, як Воєнно-промисловий комітет (див. Воєнно-промислові комітети), Союз міст, Земський союз (Союзи земств і міст), котрі тоді виникли. Після довгих клопотань з дозволу влади у травні 1915 в Києві було створене Товариство допомоги населенню Півдня Росії, що постраждало від воєнних дій. Його головою став директор Київської філії Державного банку В.Ігнатович, заступником — Д.Дорошенко, секретарем — М.Іщунівна (Ішуміна). Канцелярія товариства розмістилася у помешканні Київської філії Державного банку. Завданням товариства офіційно вважалася допомога біженцям-українцям, передусім — арештованим і висланим галичанам, заручникам, дітям, які втратили батьків, і взагалі всім жертвам російської окупації Галичини. У різних установах товариства працювали тисячі представників української інтелігенції, студентська молодь. Діяльність товариства посилила український вплив на громадське життя, дала змогу отримувати через Союз міст матеріальні субсидії на допомогу галичанам. За словами Л.Старицької-Черняхівської, допомогу товариства у тій чи іншій формі отримали до 40 тис. депортованих галичан.
Крім безпосередньої матеріальної та моральної підтримки виселенцям та біженцям, товариство провадило значну культурно-освітню роботу. В Галичині було організовано сотні дитячих притулків, які водночас були українськими школами з українськими вчителями, українською мовою викладу й підручниками. Десятки таких притулків були відкриті в околицях Києва для дітей біженців, фактично вони стали першими українськими народними школами в підросійській Україні.